# Bulbine asphodeloides
Bulbine asphodeloides es una especie de planta herbácea perteneciente a la familia Xanthorrhoeaceae, subfamilia Asphodeloideae, que se encuentra en el sur de África en Mozambique.

## Descripción
Es una planta herbácea perennifolia que alcanza un tamaño de 25-60 cm de altura, erecta, glabra, en grupos, pocos a muchos que surgen de un rizoma leñoso. Tallos de 0-7 cm de largo, simple o ramificado,  con raíces adventicias en las plantas más viejas. Las hojas  numerosas, muy próximas entre sí en un tallo. La inflorescencia en forma de racimo con muchas flores, cilíndrico, de 5-15 cm de largo. El fruto es una cápsula con 2-4 semillas por lóculo.

## Distribución y hábitat
Se encuentra en el sur de África en las laderas rocosas, en suelos arenosos y en los caminos

## Taxonomía
Bulbine asphodeloides fue descrita por (Linneo) Spreng. y publicado en Systema Vegetabilium, editio decima sexta 2: 85, en el año 1825.
B. asphodeloides se ha confundido con Bulbine abyssinica por varios autores, entre ellos  Baker (1898) que puso el segundo en la sinonimia en B. asphodeloides. Sin embargo, B. abyssinica se distingue fácilmente por sus pedicelos rectos más gruesos, sus brácteas aurículadas no fimbriadas y por su hábito casi sin tallo.
Sinonimia
- Anthericum altissimum Mill.
- Anthericum asphodeloides L. basónimo
- Anthericum longiscapum Jacq.
- Anthericum succulentum Salisb.
- Bulbine altissima (Mill.) Fourc.
- Bulbine crocea L.Guthrie
- Bulbine dielsii Poelln.
- Bulbine longiscapa (Jacq.) Willd.
- Bulbine mettinghii Ten.
- Bulbine pallida Baker
- Phalangium altissimum (Mill.) Kuntze
- Phalangium asphodelodes (L.) Kuntze
- Phalangium longiscapum (Jacq.) Kuntze[5]